# Корейский мун
Мун (кор. 문) — основная денежная единица Кореи в 1633—1892 годах. Мун внешне напоминает китайский цянь, который послужил для муна (а также для японского мона и вьетнамского вана) прообразом. Монеты отливались из меди и бронзы в форме круга с квадратным отверстием в центре. В 1866—1867 годах была в обращении монета стоимостью 100 мунов.

## История
см. История денежного обращения в Корее
Первые упоминания о корейских деньгах относятся к III веку до н. э.. В начале периода Корё (918—1392) в страну попали китайские монеты, которыми пользовались наравне с товарными деньгами в виде зерна, льняных тканей и стрел. Первые железные деньги появились в конце X века во время правления Сонджона. Новые монеты должны были заменить весовые способы оплаты и были первыми фиатными деньгами в Корее. Вопреки ожиданиям правительства монеты не завоевали популярности и редко использовались, поэтому в 1002 году они были изъяты из обращения.
В 1101 году Сукчон выпустил серебряные монеты бутылкообразной формы для использования в качестве весовых денег. Монеты выплавлялись из серебра с добавлениям меди. Их номинал соответствовал стоимости примерно 600 граммов серебра. Фактически эти монеты совмещали в себе весовые и фиатные функции. Добавление меди в смесь привело к удешевлению монет.
К концу XIV века стало ясно, что существующие серебряно-медные монеты практически вышли из оборота, а в Корее стали использоваться бумажные китайские деньги. В 1394 году Корея выпустила свои собственные бумажные деньги чохва (кор. 저화) по образу китайских. Однако и они не снискали популярности из-за социо-экономического кризиса.
В 1423 году Седжон решил добавить к старым бумажным деньгам новые бронзовые монеты, на которые наносились слова чосон тонбо, то есть деньги Чосона. Изначально подразумевалось, что бумажные и металлические деньги будут сосуществовать, но двор не успевал справляться с такой сложной задачей, как поддержка нужного количества единиц валюты, и было принято решение отказаться от бумажных денег.
Несмотря на попытки ввести использование специальных денег в ходу все также оставались старые методы расчёта, использующие одежду, зерно и стрелы в качестве денег. Лишь монеты, появившиеся в XVII веке, получили распространение. В 1633 году Инджо ввел в обращение новые медные монеты мун, медь для которых ввозилась из Японии. На новых монетах также стояла надпись «чосон тонбо», но, чтобы не спутать их со старыми, вышедшими из обращения, надпись была выполнена другим шрифтом. Новые монеты чеканились в нескольких регионах, так как монетный двор Сеула не справлялся с обеспечением всей страны монетами. Именно эти монеты стали основой товарно-денежного обмена в Корее.
В 1678 году были выпущены дополнительные монеты ценой в 10 мунов из-за нехватки меди в Корее. Новые монеты получили надпись санпхён тонбо (кор. 상평통보), то есть вечно прочные. За выпуском монет тщательно следили. Как только их стоимость понижалась, выпуск монет на время приостанавливался.
В 1788 году Чонджо приказал просчитать новую систему, при которой монетный двор мог бы чеканить фиксированное количество монет в год. Занявший в 1800 году трон Сунджо сразу же отказался от централизованной системы регулирования выпуска монет.
В начале и середине XIX века Корея страдала от высокого уровня коррупции, находилась в экономическом и социальном упадке. В это же время она столкнулась с новой проблемой — давлением со стороны Японии, которая принуждала Корею открыться внешнему миру. В 1866 году Ли Хаын, регент при малолетнем императоре, выпустил новую монету стоимостью в 100 мунов для финансирования перестройки королевского дворца, а также укреплении армии для защиты страны от западных стран. Несмотря на то, что номинал новой монеты составлял 100 мунов, стоимость её материала была около 5-6 мунов, что привело к ухудшению экономической ситуации в стране. Почти за 2 года рис подорожал в 6 раз, что заставило правительство в 1868 году отказаться от выпуска новых монет. Мун не был твёрдой валютой. Иностранные коммерсанты, а также и частично местное население, пользовались в Корее японскими и китайскими деньгами, но не корейскими.
В 1883—1884 и в 1888 годах правительство выпустило серебряные монеты достоинством 1 мун и медные монеты достоинством 5 и 10 мунов для закрытия бюджетных дыр. Для этого Коджон заказал монетные прессы из Германии. Эти монеты стали первыми в Корее, которые были отпечатаны на прессе, а не отлиты. В 1888 году была выпущена в небольшом количестве монета вон ценою в 1000 мунов.
Коджон хотел реформировать денежную систему Кореи, сделав её аналогичной европейской. В 1892 году мун был заменен янгом, первой денежной единицей Кореи, основанной на десятичной системе.

## Примечание
1. ↑  Michael J. Seth. Routledge Handbook of Modern Korean History. — Routledge, 2016-01-29. — С. 82. — 409 с. — ISBN 9781317811497.
2. ↑  arirang, Arirang International Broadcasting Foundation. National Museum of Korea Opens Permanent Gojoseon Collection. www.arirang.co.kr. Дата обращения: 8 ноября 2016. Архивировано 7 октября 2015 года.
3. ↑  Yu Han Won. Money: Traditional Korean Society. — Ewha Womans University Press, 2006-01-01. — С. 42. — 154 с. — ISBN 9788973006748.
4. ↑  Bernd Kluge. Münzen: Eine Geschichte von der Antike bis zur Gegenwart. — C.H.Beck, 2016-09-05. — 157 с. — ISBN 9783406697753.
5. ↑  Yu Han Won. Money: Traditional Korean Society. — Ewha Womans University Press, 2006-01-01. — С. 25. — 154 с. — ISBN 9788973006748.
6. 1 2  Yu Han Won. Money: Traditional Korean Society. — Ewha Womans University Press, 2006-01-01. — С. 28—29. — 154 с. — ISBN 9788973006748.
7. ↑  Yu Han Won. Money: Traditional Korean Society. — Ewha Womans University Press, 2006-01-01. — С. 41. — 154 с. — ISBN 9788973006748.
8. 1 2  The Bank of Korea. KOREAN CURRENCY: for better understanding of Korean currency. — 길잡이미디어, 2013-01-23. — С. 71—74. — 89 с. Архивировано 17 ноября 2016 года.
9. ↑  The Bank of Korea. KOREAN CURRENCY: for better understanding of Korean currency. — 길잡이미디어, 2013-01-23. — С. 73. — 89 с.
10. ↑  Chairman Department of East Asian Studies Keith Pratt, Keith Pratt, Richard Rutt. Korea: A Historical and Cultural Dictionary. — Routledge, 2013-12-16. — С. 81. — 591 с. — ISBN 9781136793936.
11. ↑  Michael J. Seth. Routledge Handbook of Modern Korean History. — Routledge, 2016-01-29. — С. 86. — 409 с. — ISBN 9781317811497.